# Cité-jardin des Rosiers

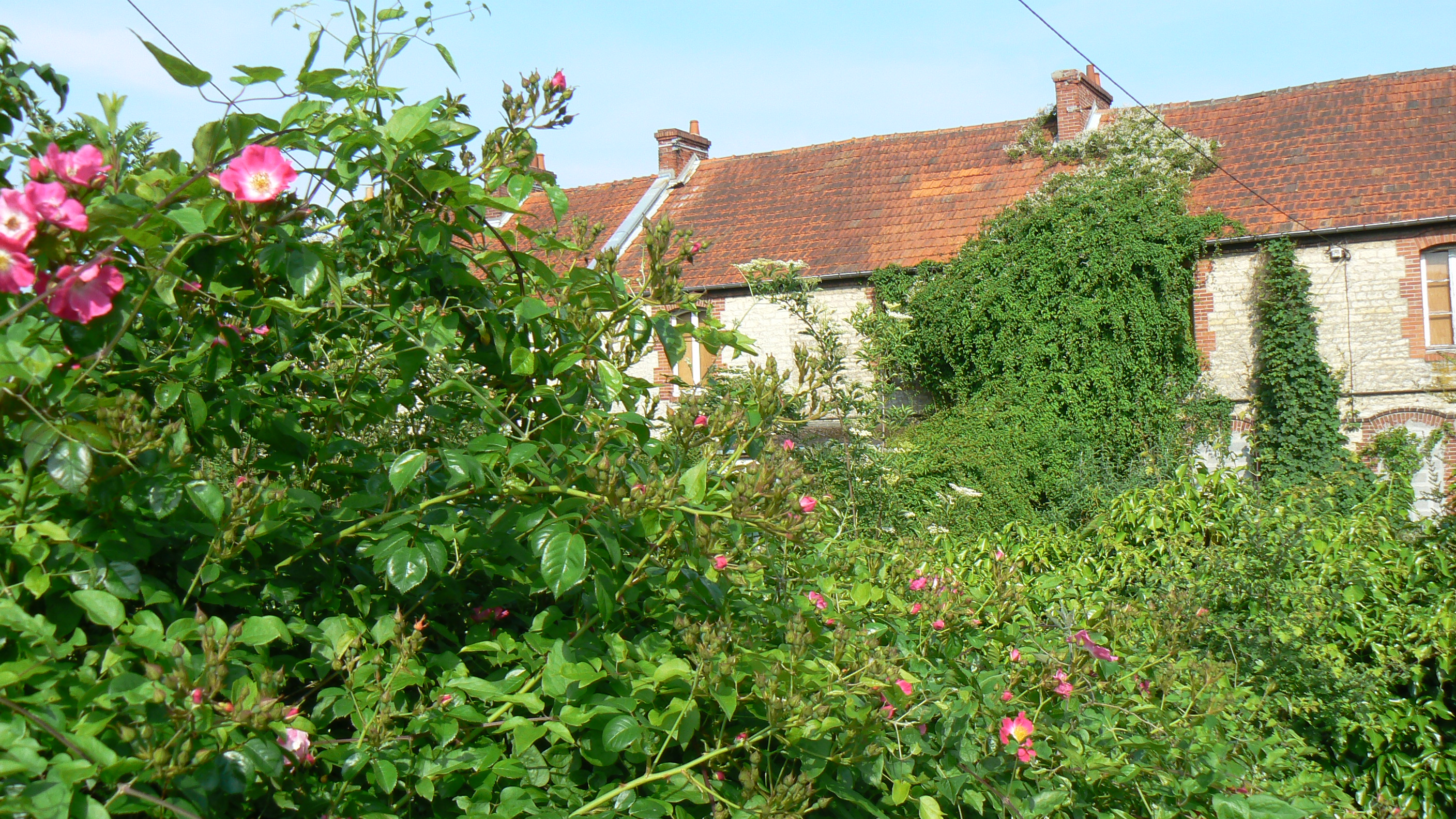
La cité vue de la rue des Rosiers.

La cité-jardin des Rosiers est un quartier d'habitation à bon marché situé à Caen (Calvados) dans le quartier Hastings. Bâti au début du XXe siècle et abandonné peu à peu — mais non totalement — à partir du début des années 1990, son avenir semble moins incertain depuis l'inscription monument historique des façades et un projet d'en refaire un espace d'habitation.
Cette cité-jardin fait l’objet d’une inscription au titre des monuments historiques depuis le 15 juin 2007.

## Histoire

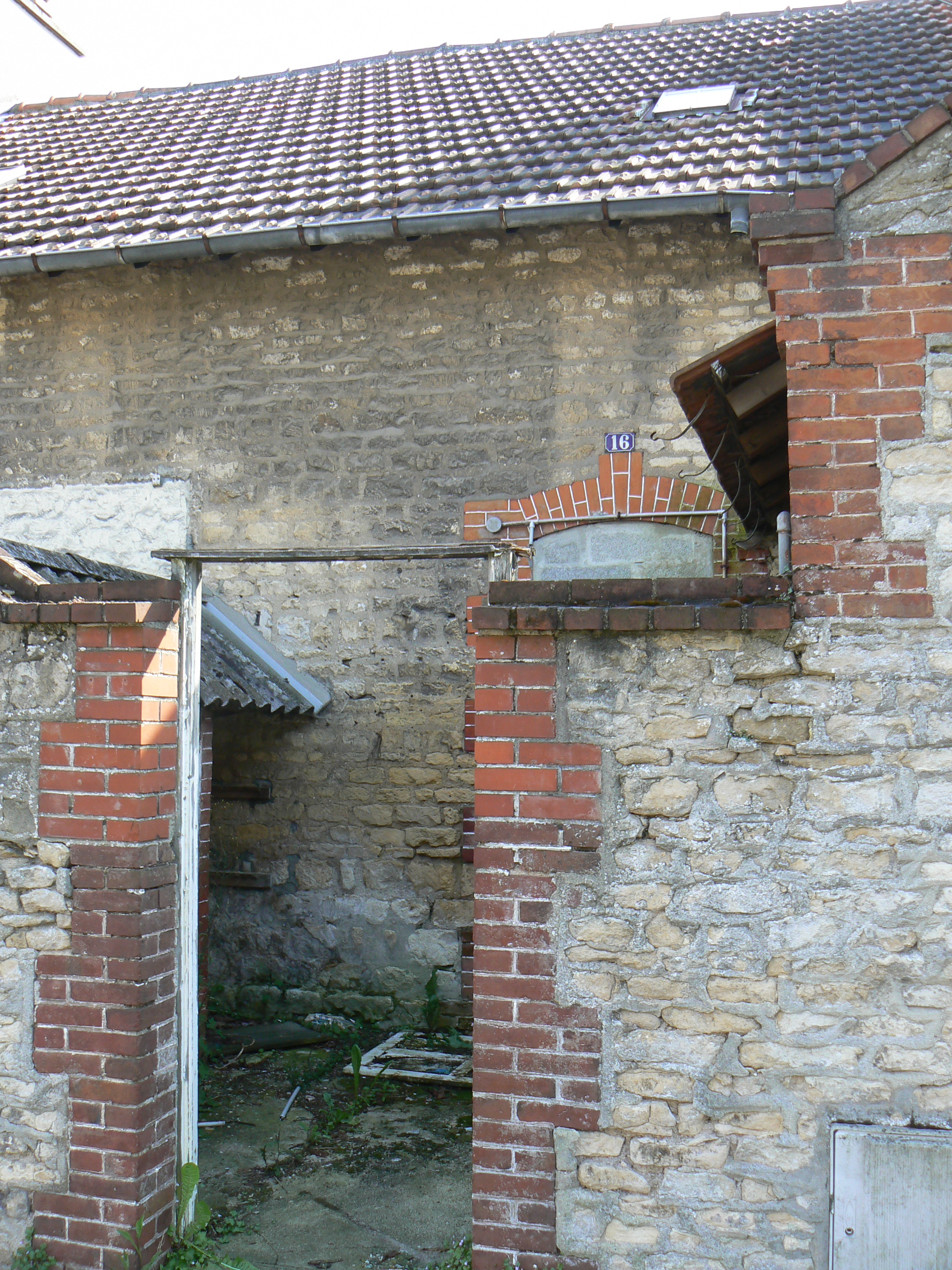
Entrée condamnée actuellement d'une maison de la cité.

En conséquence de la loi Siegfried de 1894, encourageant la mise en place d'un système d'habitat social à destination des ouvriers et de leurs familles, et d'une seconde loi de 1906, un comité de patronage des HBM et de la prévoyance sociale est créé par Edmond Villey-Desmeserets dans le Calvados en 1908. Cet ensemble a été construit de 1908 à 1922.
À la lisière nord de la ville lors de sa construction, le quartier est épargné en 1944 par les bombardements.
Les premiers départs de locataires non remplacés datent de 1993, situation liée à une dégradation et surtout une obsolescence des logements eu égard aux normes actuelles. 
Depuis 2003, une association milite en faveur d'une réhabilitation, une première victoire étant le 19 juillet 2004 l'arrêté préfectoral de classement en raison des façades et des toitures, interdisant de facto la démolition envisagée par les bailleurs sociaux. Un nouveau plan prévoyant la réhabilitation de la plupart des logements est présenté et la protection est révisée par l'arrêté préfectoral du 15 juin 2007.
Le projet de réhabilitation est prêt à l'automne 2009, avec comme échéance septembre 2012. Les habitants réintègrent les logements en octobre 2013.

## Configuration
À proximité du jardin des plantes, le quartier est installé sur un îlot de forme triangulaire bordé par la rue des Rosiers, la rue de Saint-Contest et la rue des Lilas. 
Il était composé de trente-et-une unités de logement :
- 18 logements sur la rue Saint-Contest,
- 11 logements sur la rue des Lilas,
- 2 maisons mitoyennes dans la rue des Rosiers.

Les bâtisses sont faites de matériaux simples : moellons, briques rouges et toit tuilé. Les parcelles étant étroites, des jardins-potagers sont accolés aux locaux d'habitation stricto sensu. Les maisons sont de deux types :
- premiers logements sur le modèle de l'habitat ouvrier avec en rez-de-chaussée, salle à manger et cuisine, et, à l'étage, deux chambres, les toilettes se situant dans les courettes ;
- logements plus récents (rue des Lilas), prenant la forme de maison à étage carré[2].

## Avenir
La démolition se justifiait aux yeux des bailleurs par le surcoût lié à la réhabilitation. 
Le projet de réhabilitation rendu public au début de l'année 2008 prévoyait une part de démolition (les quatre maisons du côté de la rue des Rosiers). Ces destructions, initialement prévues à la fin de l'année 2009, n'étaient pas réalisées au printemps 2010. Le projet de réhabilitation prévoyait une fin des travaux en septembre 2012, avec une modification du nombre de logements : Rue des Lilas, 11 logements réhabilités en type T3 et destinés à la location. Rue Saint-Contest, 9 logements de type T5 destinés à des familles en voie d'accession à la propriété, une réduction des jardins pour laisser la place à un espace collectif et pour permettre de nouvelles constructions sur le côté Rue des Rosiers. 10 logements neufs seront au total construits Rue des Rosiers. Les travaux auront coûté au total 4,4 M d'euros.
En dehors de la cité des Rosiers, un grand nombre de logements de même type HBM ont été abandonnés dans l'agglomération caennaise, en particulier dans la zone du Centre hospitalier régional Clemenceau. Ces dernières, contrairement à la Cité-jardin des Rosiers, ont été démolies à la fin de l'année 2009.

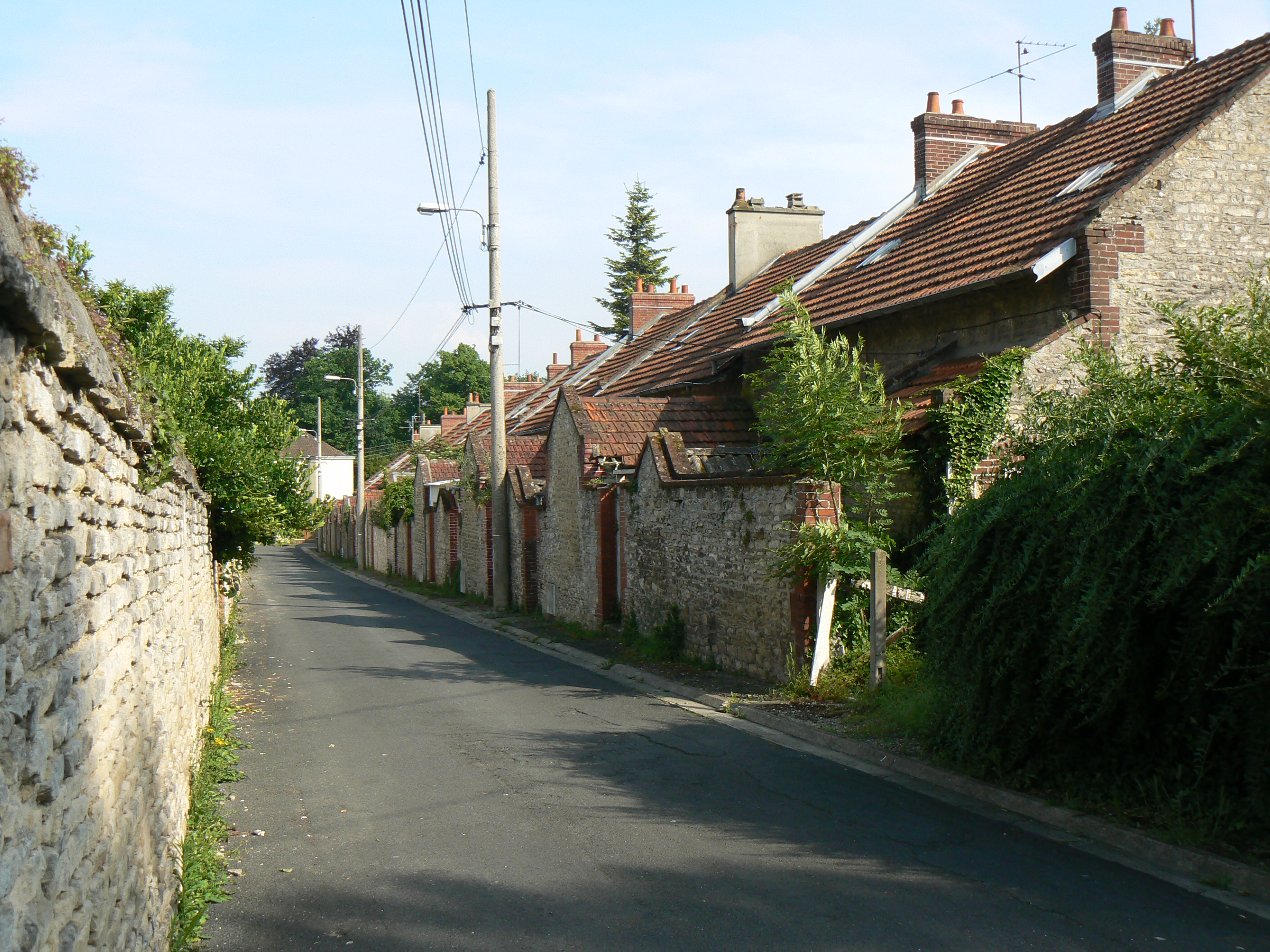
La rue Saint-Contest.
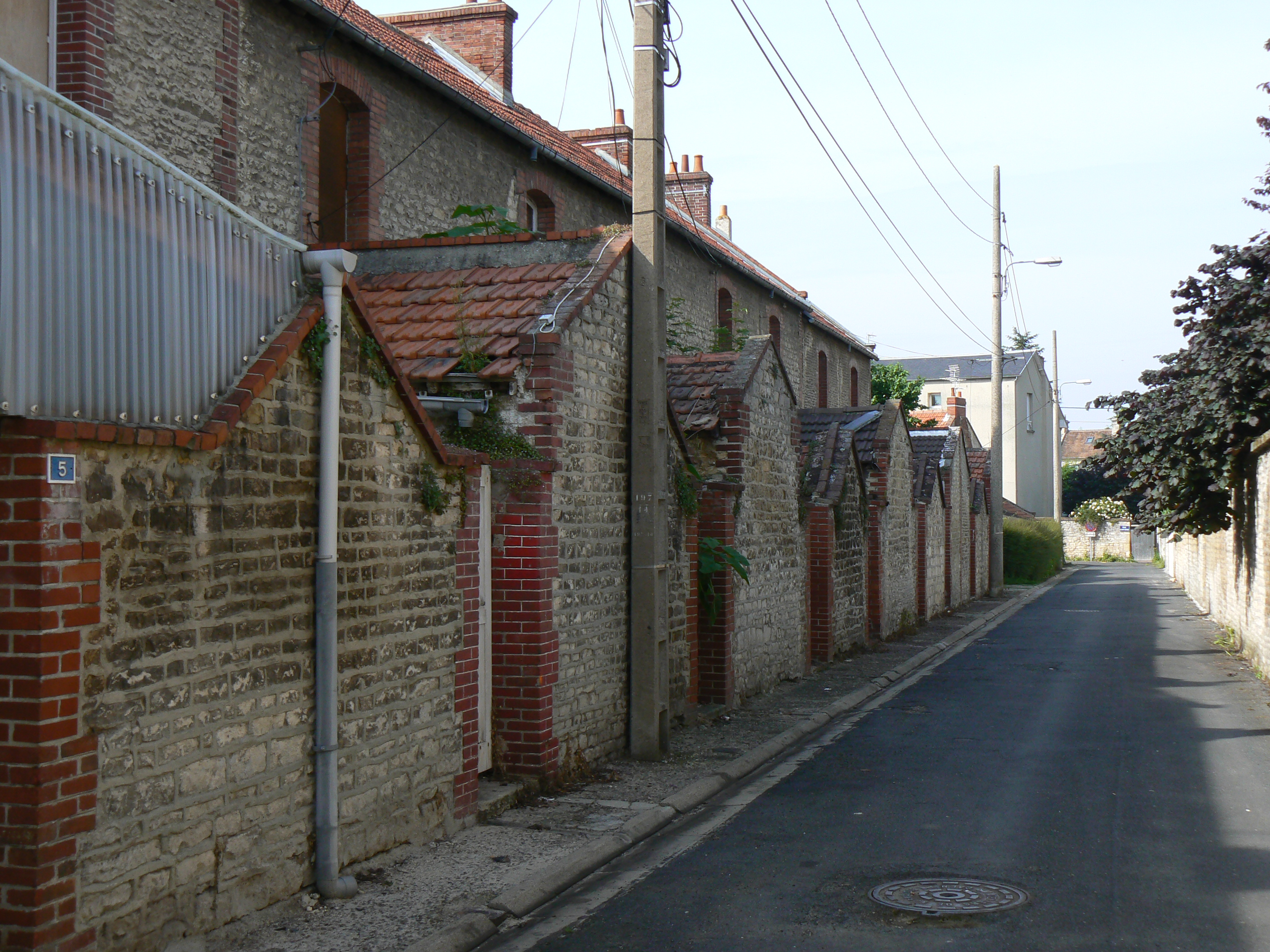
La rue des Lilas.
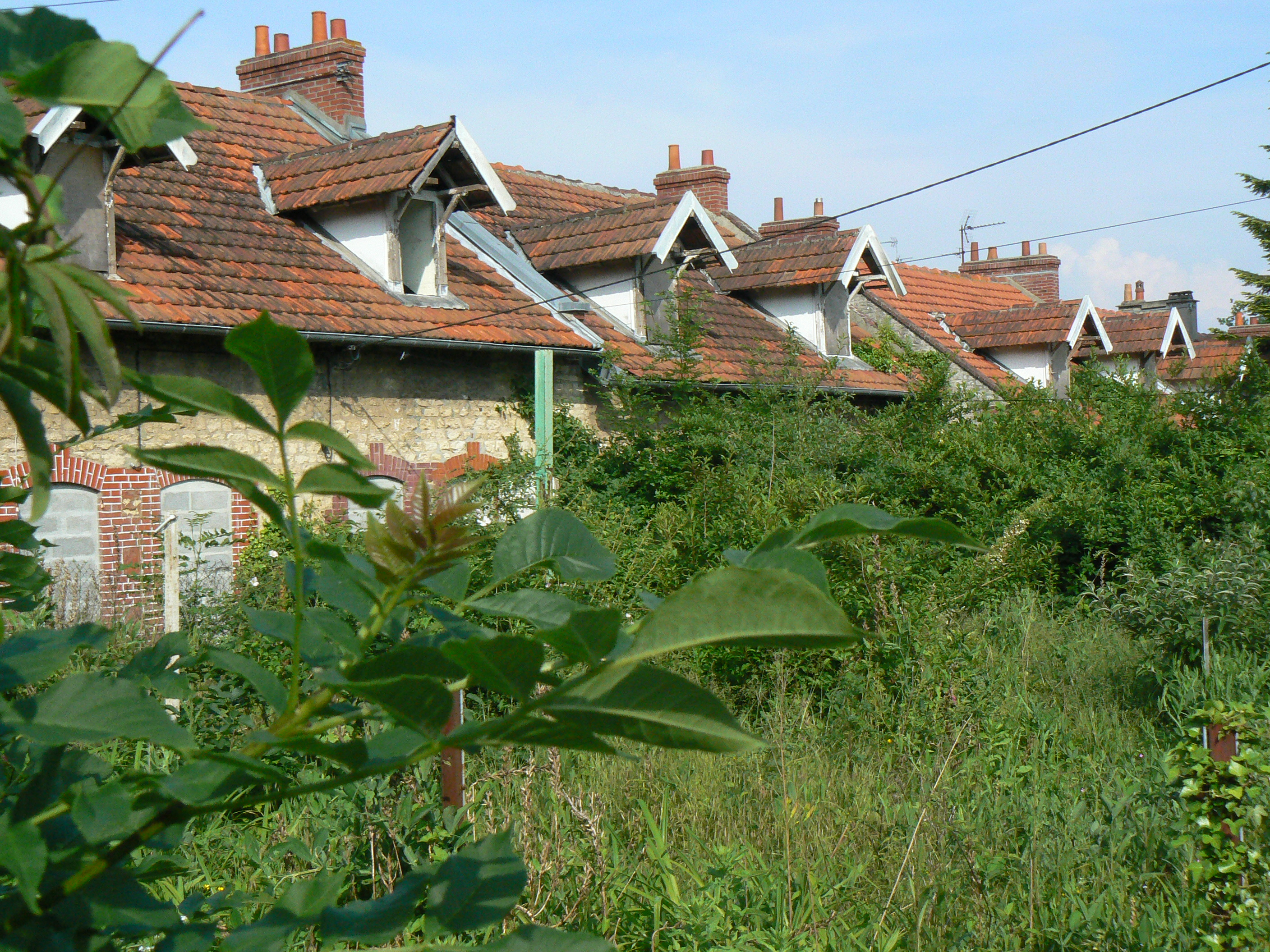
La rue Saint-Contest côté jardin.